# Aeroportul Internațional Prince Mohammad Bin Abdulaziz
Aeroportul Internațional Prince Mohammad Bin Abdulaziz (în arabă مطار الأمير محمد بن عبد العزيز الدولي) (IATA: MED, ICAO: OEMA) este un aeroport din Provincia Medina, Arabia Saudită ce deservește zona Medina. Aeroportul a fost tranzitat în 2022 de 6.340.684 de pasageri. A fost deschis în 1974 și numit după Muhammad bin Abdulaziz Al Saud⁠(d).
Situat la o altitudine de 656 m, aeroportul dispune de 2 piste.

## Infrastructură

### Piste
Aeroportul dispune de 2 piste. Pista 17/35 are suprafața de asfalt și dimensiunile 4.335 m × 60 m. Pista 18/35 are suprafața de asfalt și dimensiunile 3.050 m × 45 m. 